# 秋月级护卫舰 (1959年)
秋月级护卫舰（日語：あきづき型護衛艦）是日本海上自卫队继春风级之后，于1958至1959年间再次建造的一种专门用于反潜作战的護衛艦等級（在國際實務上被視同為驅逐艦等級的戰艦），该级舰前后一共只建造了2艘。秋月級是根據日美相互防衛援助協定（MSA協定）由美國方面提撥資金在日本當地建造，因此在建造時名義上是美國海軍船艦，是在建造完成進行象徵性的下水儀式編入美軍艦隊之後，才轉移至日方旗下。
在設計上秋月級是以美軍弗萊徹級驅逐艦（Fletcher class）為基礎略作修改而成，兩艘同級艦秋月與照月的艦名都是承襲自日本帝國海軍在二次大戰時代所操作過的驅逐艦。

## 同型艦
| 舰船编号                | 舰名      | 开工           | 下水           | 服役           | 退役           |
| ----------------------- | --------- | -------------- | -------------- | -------------- | -------------- |
| DD-161 ASU-7010         | 秋月 （） | 1958年 7月31日 | 1959年 6月26日 | 1960年 2月13日 | 1993年 12月7日 |
| DD-162 ASU-7012 TV-3504 | 照月 （） | 1958年 8月15日 | 1959年 6月24日 | 1960年 2月29日 | 1993年 9月27日 |

## 资料参考
1. 1 2 3 4  . 中国工程技术信息网.   [2010-10-23].[永久]